# 滝川一乗
滝川 一乗（たきがわ かずのり / いちのり）は、安土桃山時代から江戸時代前期にかけての武将、旗本。滝川一時の長男。妻は戸田尊次の娘。子に滝川一俊、滝川一守、滝川一仲、滝川一成。

## 生涯
慶長7年（1602年）、伊勢亀山1万4,000石の大名・滝川一時の長男として誕生。
父・一時は、徳川秀忠にも仕えていたが、慶長8年（1603年）に病死すると、一乗が幼少であったため江戸幕府により、豊臣家から与えられた1万2,000石は没収され、徳川家から拝領した2,000石は叔父の一積が一乗が15歳になるまでの名代として引継ぎ、一乗にはうち250石が分与された。
ところが、一積は一乗が15歳になっても家督を返そうとしなかったため、元和2年（1616年）に青山忠俊に訴え出る。それを聞いた秀忠は、一乗が言うことも理ではあるが、まだ20歳未満であるため、番士の列に加えられるまでは一積が名代を務めるべきとし、とりあえず一乗は750石を加えられて持ち高は1,000石となった。その後、元和7年（1621年）に西の丸書院番士に列すると、父の遺領のことを再び申し出たものの、はぐらかされ延び延びとなり、結局果たされることはなかった。寛永10年（1633年）に200石を加えられて1,200石となる。寛永18年（1641年）に小姓組番士となる。
寛永5年（1665年）、死去。法名は紹祐。